# Ljusår (film)
Ljusår är en svensk dokumentärfilm från 2008 av Mikael Kristersson. Under ett år följer Kristersson med kamera och mikrofon naturlivet i sin trädgård i Falsterbo. 

## Mottagande
Filmen fick mycket positivt mottagande vid premiären 2008. Sydsvenskans Jan Aghed utsåg den till "Årets bästa svenska film, alla kategorier". Ljusår vann första pris på vetenskapsfestivalen Mostra de Ciencia e Cinema i Spanien 2009 och blev Sveriges nominering till Nordiska rådets filmpris samma år.
Nomineringsjuryns text lyder: "Med skärpt blick och inte minst enastående hörsel breddar och förnyar han naturfilmen. Med absolut gehör skildrar han den verklighet som närmast omger oss och om vilken vår okunnighet är störst. Han drar ingen skarp linje mellan orörd natur och mänsklig kultur. Att förmänskliga djuren är honom lika främmande som att romantisera det vilda. Ljusår skänker lyhört trädgårdens alla invånare samma dignitet, tills människan inte längre förblir alltings givna centrum och skapelsens självklara krona."